# Pedro Palau
Pedro Palau Ferrer (1881- 1956) fue un explorador, botánico y farmacéutico español. Realizó su carrera de farmacia en la Universidad de Barcelona.
Estudió la flora mallorquína, recorriendo la isla. Consiguió comunicar el interés por el estudio de la flora baleárica a otros amigos insulares, especialmente a sus compañeros farmacéuticos, obteniendo que el Colegio Farmacéutico balear le ofreciese medios en su local social para elaborar el Herbarium Balearieum, en el que trabajó con gran ahínco.

## Algunas publicaciones
- 1918. Un curiós mitjà de dispersió de les llavors de «Avena sterilis» L. Butll. Inst. Cat. H. N.

- 1947. Dictyophora duplicata (Bose) E. Fischer, en Tiana? Collect. Bot. 1: 189

- 1947. Dos excursiones a Cabrera. Collect. Bot. 1: 317

- 1948. Medios de dispersión de las semillas. Trabajo presentado en el I Congreso Hispanoportugués de Farmacia. Madrid

- 1949. h'Euphorbia taurinensis All (E. graeca Boiss. et Sprun.) a Cabrera. Butll. Inst. Cat. H. N. 37

- 1953. Investigaciones botánicas en Baleares. Anales del I. B. A. J. Cavanilles, t. Xi 11: 483

- 1954. Nuevas estirpes para la Flora de Baleares (2. serie). An. 1. B. A. J. Cavanilles xn, 11: 293

- 1955. Les plantes medicináis baleáriques. Ed. Molí., Palma de Mallorca

- 1956. Dos especies que se creyeron localizadas. Collect. Bot. v: 109

- 1956. Excursión alas calas de S. antanyí. Collect. Bot. v: 113

- 1956. Pedro Palau Ferrer. Collect. Bot. V: 281-284. Barcelona

## Honores
- Corresponsal del Instituto Botánico de Mallorca
- Socio de la Institució Catalana d'Història Natural
- Miembro del Club Muntanyenc
- 1955: designado Académico correspondiente de la Academia de Medicina y Cirugía de Mallorca

### Eponimia
- (Vitaceae) Cayratia palauana (Hosok.) Suess.[3]

- (Lamiaceae) Salvia rosmarinus Spenn. subsp. palaui (O.Bolòs & Molin.) Malag.[4]
- La abreviatura «P.Palau» se emplea para indicar a Pedro Palau como autoridad en la descripción y clasificación científica de los vegetales.[5]